# Maya Erskine
Maya Erskine, née le 7 mai 1987 à Los Angeles, est une actrice et scénariste américaine surtout connue pour ses rôles de Maggie dans Man Seeking Woman et Mikki dans Betas. En 2019, elle a incarné le premier rôle dans PEN15, série télévisée comique originale de Hulu au côté d'Anna Konkle. Le duo, qui a co-créé et co-produit la série, joue des versions fictives d'elles-mêmes à 13 ans.

## Jeunesse
Erskine est née à Los Angeles, fille de Mutsuko et de Peter Erskine, batteur de jazz. Sa mère est japonaise, native de Tokyo et son père est d'origine européenne. Sa mère a joué le rôle de la mère d'Erskine sur PEN15.
Erskine a assisté à la Crossroads School for Arts & Sciences et a obtenu son diplôme au Los Angeles County High School for the Arts (en). Elle a ensuite fréquenté la Tisch School of the Arts de l' Université de New York. Erskine a d'abord étudié la comédie musicale, mais a bifurqué vers la section théâtre expérimental de l'école.
Erskine a joué dans des troupes de théâtre basées à Los Angeles, les East West Players. Elle est également apparue dans le film Wine Country, accompagné de nombreux comédiens, dont Amy Poehler, Tina Fey et Rachel Dratch.

## Filmographie

### Cinéma
- 2015 : Frankenstein : Wanda
- 2018 : 6 balloons : Cameron
- 2018 : Quand Jeff a essayé de sauver le monde : Samantha
- 2019 : Plus One (en) : Alice Mori
- 2019 : Un week-end à Napa : Jade
- 2020 : Scoob! : Judy Takamoto (voix)
- 2022 : Krypto et les Super-Animaux : Mercy Graves (voix)
- 2024 : Sacramento : Tallie

### Télévision
- 2013 : Hart of Dixie : Nessie (2 épisodes)
- 2013 : Project Reality
- 2013 : High School USA! : Étudiant (voix, 4 épisodes)
- 2013-2014 : Betas : Mikki (rôle principal)
- 2014 : Next Time on Lonny : Charika (épisode "Lonny est célèbre")
- 2015 : Stone Quackers (en) : (voix, 2 épisodes)
- 2015 : Man Seeking Woman : Maggie (10 épisodes)
- 2015 : Big Time in Hollywood, FL (en) : Venise (épisode "Quels rêves peuvent venir")
- 2016 : Heartbeat : Gi-Sung (9 épisodes)
- 2016 : Son of Zorn : April Lee (épisode "Un avant-goût de la zéphyrie")
- 2016 : Insecure : Diane Nakamura (6 épisodes)
- 2017 : Michael Bolton's Big, Sexy Valentine's Day Special (en) (Téléfilm) : Susan
- 2017 : Casual : Rae (8 épisodes)
- 2017 : Wet Hot American Summer: Ten Years Later : Ginny (3 épisodes)
- 2019 : PEN15 (en) : Maya (rôle principal)
- 2020 : BoJack Horseman : Ivy Tran (voix, épisode: "Good Damage")
- 2020 : Bob's Burgers : Kaylee (voix, 2 épisodes)
- 2020 : Crossing Swords : Princess Blossom (voix, 5 épisodes)
- 2022 : Obi-Wan Kenobi
- 2023 : Blue Eye Samurai
- 2024 :  Mr. et Mrs. Smith (Mr. & Mrs. Smith)

## Distinctions

### Nominations
- Golden Globes 2025 : Meilleure actrice dans une série télévisée dramatique pour Mr. & Mrs. Smith